# Mareanivka, Krîjopil
Mareanivka (în ucraineană Мар`янівка) este un sat în comuna Dahtalia din raionul Krîjopil, regiunea Vinnița, Ucraina.

## Demografie
Componența lingvistică a localității Mareanivka
     Ucraineană (98,92%)
     Alte limbi (1,08%)
Conform recensământului din 2001, majoritatea populației localității Mareanivka era vorbitoare de ucraineană (98,92%), existând în minoritate și vorbitori de alte limbi.